# Metava
Metava je naselje v Mestni občini Maribor.